# Escudo de El Puerto de Santa María
El escudo de El Puerto de Santa María posee a la siguiente descripción heráldica: en azur, sobre ondas de azur y plata, un castillo de oro, aclarado de gules, sumado de la imagen de la Virgen María vestida de plata, y resplandeciente de rayos del mismo metal. Corona real cerrada. Representa al castillo de San Marcos, y la aparición de la Virgen a Alfonso X el Sabio, de que hablan antiguos relatos. La corona, por ser antigua villa realenga. 
El escudo del Cabildo Municipal y el del Cabildo Eclesiástico, habida cuenta de que era el mismo: la imagen de la virgen sobre un castillo —ampliamente representada en relieves y pinturas—, el escudo municipal llevaría sobre el castillo una estrella y el eclesiástico continuaría con la imagen de la Patrona. Aunque ya existe constancia documental de su utilización en 1840, posiblemente la aparición de la estrella tomara más fuerza a raíz de la Revolución de 1868 perdurando hasta su vuelta al primitivo y actual, ya bastante mediado el siglo XX. Existen otras teorías que hablan sobre la conjunción de la situación de un planeta, sobre el torreón del castillo, en determinada época del año. Otros ejemplos del Cabildo Municipal los podemos encontrar en diferentes soportes: piedra, hierro fundido, papel y como cosa curiosa en etiquetas de vinos.
Se aprobó como tal en el acuerdo del Ayuntamiento de El Puerto de Santa María de 20 de junio de 1871. El escudo actual además fue aprobado por decreto 227/1991, de 19 de noviembre, por el que se autoriza al Ayuntamiento de El Puerto de Santa María (Cádiz), para adoptar su Escudo Heráldico. (BOJA 14/1/1992).